# Коломбішлессле (музей археології)
47°59′52″ пн. ш. 7°50′46″ сх. д. / 47.99777778° пн. ш. 7.84611111° сх. д.
Археологічний музей «Коломбішлессле» — археологічний музей, розташований у неоготичній віллі «Коломбішлессле» на Роттекрінзі у Фрайбурзі-ім-Брайсгау, Німеччина.
Постійна експозиція демонструє археологічні знахідки від палеоліту до Середньовіччя. 
На виставці представлені унікальні фігурки мисливців і збирачів льодовикового періоду з Петерсфельса, яким понад 10 000 років. 
Крім того, представлені останки найдавніших землеробів на Верхньому та Високому Рейні, а також докази виробництва металу бронзової доби. 
Також представлені найстаріша скляна чаша на північ від Альп та кельтська гробниця Каппель-Графенгаузен. 
Римські кімнати на першому поверсі, переобладнані у 2009 році, ілюструють теми технологій, військової справи та повсякденного життя завдяки численним знахідкам, зокрема з римського табору Дангштеттен та оппідуму Альтенбург, із запам'ятовуваними текстами та інтерактивними станціями. 
Рунічні письмові документи, такі як рунічний посох Нойдінгена VI століття та алеманська скарбниця зі знахідками з багато обставлених поховань раннього Середньовіччя, доповнюють експозицію археологічного музею. Макети, інтерактивні станції та численне обладнання ілюструють особливості та умови життя кожної епохи.
Музей пропонує освітні програми для шкільних класів, сімей та дітей, де вони можуть на власні очі побачити, як добували вогонь у кам'яну добу або як виготовляли римські олійні лампи. 
У будинку зберігається довідкова бібліотека археологічних видань.